# Hey Baby (After the Club)
"Hey Baby (After the Club)" é canção da cantora norte-americana Ashanti gravada para seu quarto álbum de estúdio, The Declaration (2008). A música foi lançada como primeiro single do álbum, apesar de não ser incluída na edição que foi lançada no Estados Unidos. Foi composta e produzida por Mario Winans, com a colaboração de Ashanti, Jack Knight, Quiana Space e Marcus Vest na composição.
Recebeu uma avaliação negativa dos críticos de música e não teve um bom desempenho na tabela musical norte-americana. Ficando no número 87 da Billboard R&B/Hip-Hop Songs. O lançamento do single nas rádios rhythmic crossover e nos formatos download digital e vinil aconteceu em 16 de outubro de 2007.

## Antecedentes
Em julho de 2007, a MTV News conformou o lançamento da música "Switch" com participação do rapper Nelly, como primeiro single do álbum The Declaration. Porém, com o baixo desempenho comercial da canção, "Hey Baby" foi lançada como primeiro single oficial do disco.

## Avaliação da crítica
"Hey Baby (After the Club)" recebeu criticas negativas por ser muito semelhante à "Last Night", canção do rapper P. Diddy com participação de Keyshia Cole. O site de música Dj Booth comentou sobre a semelhança entre as duas faixas: "Evidentemente, Ashanti nunca ouviu Diddy e Keyshia Cole em 'Last Night'. Se ela tivesse, seria fácil de notar que Mario Winans, o produtor da canção, apenas modificou o ritmo e criou 'Hey Baby (After the Club)'. Isso acontece o tempo todo, apesar de ser fundamental a criatividade e a originalidade, Ashanti está basicamente imitando a Keyshia Cole."
O site That Grape Juice relatou que "mesmo a faixa sendo boa, ainda é um longo caminho que a cantora deve seguir se ela está esperando por um retorno de sucesso." A equipe da revista Rap-Up não aprovou o lançamento da música como primeiro single do seu quarto álbum de estúdio, afirmando que "Switch" deveria ser lançada em seu lugar.

## Faixas e formatos
| CD single e vinil |                                                                   |         |  |
| N.º               | Título                                                            | Duração |  |
| 1.                | "Hey Baby (After the Club)" (Radio version)                       | 3:33    |  |
| 2.                | "Hey Baby (After the Club)" (Extended radio version)              | 4:30    |  |
| 3.                | "Hey Baby (After the Club)" (Extended radio version instrumental) | 4:30    |  |
| 4.                | "Hey Baby (After the Club)" (Extended radio version acapella)     | 3:34    |  |

## Desempenho
| Tabelas musicais (2007)                      | Melhor posição |
| -------------------------------------------- | -------------- |
| Estados Unidos - Billboard R&B/Hip-Hop Songs | 87             |
| Estados Unidos - Rhythmic Top 40             | 40             |

## Histórico de lançamento
| País           | Data                  | Formato                   | Gravadora           |
| -------------- | --------------------- | ------------------------- | ------------------- |
| Estados Unidos | 16 de outubro de 2007 | Rádios rhythmic crossover | The Inc., Universal |
| Estados Unidos | 16 de outubro de 2007 | Download digital          | The Inc., Universal |
| Estados Unidos | 16 de outubro de 2007 | Vinil                     | The Inc., Universal |